# Оберлін (Огайо)
Оберлін (англ. Oberlin) — місто (англ. city) в США, в окрузі Лорейн штату Огайо. Населення — 8555 осіб (2020).
У місті розташовані Оберлінський коледж і Оберлінська консерваторія.

## Географія
Оберлін розташований за координатами 41°17′10″ пн. ш. 82°13′8″ зх. д. / 41.28611° пн. ш. 82.21889° зх. д. (41.286098, -82.218916).  За даними Бюро перепису населення США в 2010 році місто мало площу 12,84 км², з яких 12,74 км² — суходіл та 0,10 км² — водойми.

### Клімат
| Клімат : Оберлін                   | Клімат : Оберлін | Клімат : Оберлін | Клімат : Оберлін | Клімат : Оберлін | Клімат : Оберлін | Клімат : Оберлін | Клімат : Оберлін | Клімат : Оберлін | Клімат : Оберлін | Клімат : Оберлін | Клімат : Оберлін | Клімат : Оберлін | Клімат : Оберлін |
| Показник                           | Січ.             | Лют.             | Бер.             | Квіт.            | Трав.            | Черв.            | Лип.             | Серп.            | Вер.             | Жовт.            | Лист.            | Груд.            | Рік              |
| Абсолютний максимум, °C            | 23,3             | 24,4             | 28,3             | 31,7             | 33,9             | 40,0             | 38,9             | 37,8             | 37,8             | 33,3             | 26,7             | 25,0             | 40,0             |
| Середній максимум, °C              | 0,0              | 2,1              | 7,7              | 14,4             | 20,9             | 25,9             | 28,2             | 27,1             | 23,4             | 17,0             | 9,5              | 2,8              | 14,9             |
| Середній мінімум, °C               | −9,1             | −7,7             | −2,9             | 2,3              | 8,3              | 13,4             | 15,7             | 14,6             | 10,5             | 4,5              | −0,1             | −5,7             | 3,7              |
| Абсолютний мінімум, °C             | −30,6            | −27,8            | −26,1            | −14,4            | −7,2             | −1,1             | 3,3              | 0,0              | −3,9             | −8,9             | −16,7            | −27,8            | −30,6            |
| Норма опадів, мм                   | 57               | 51               | 67               | 82               | 91               | 98               | 95               | 89               | 83               | 60               | 77               | 69               | 920              |
| Днів з опадами                     | 12,3             | 10,1             | 11,6             | 12,6             | 11,8             | 11,0             | 9,5              | 9,6              | 9,7              | 10,3             | 11,7             | 12,8             | 133,0            |
| Днів зі снігом                     | 6,0              | 4,8              | 3,1              | 0,8              | 0                | 0                | 0                | 0                | 0                | 0                | 1,6              | 5                | 21,3             |
| ---------------------------------- | ---------------- | ---------------- | ---------------- | ---------------- | ---------------- | ---------------- | ---------------- | ---------------- | ---------------- | ---------------- | ---------------- | ---------------- | ---------------- |
| Джерело: NOAA (normals, 1971–2000) |                  |                  |                  |                  |                  |                  |                  |                  |                  |                  |                  |                  |                  |

## Демографія

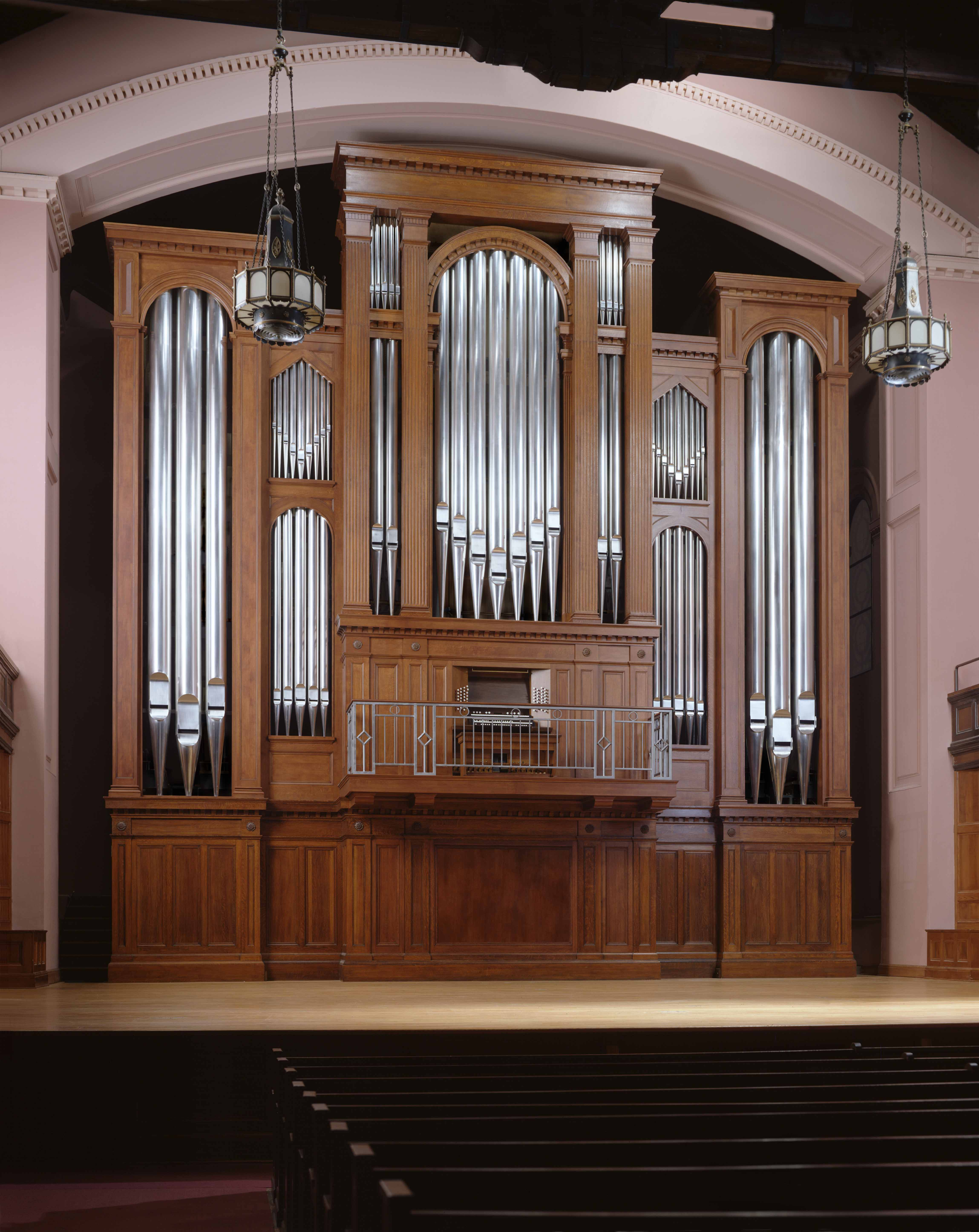
Орган в Finney Memorial Chapel при Оберлінському коледжі

Згідно з переписом 2010 року, у місті мешкало 8286 осіб у 2730 домогосподарствах у складі 1381 родини. Густота населення становила 645 осіб/км².  Було 2984 помешкання (232/км²).
Расовий склад населення:
| - 73,0 % — білих - 14,8 % — чорних або афроамериканців - 4,0 % — азіатів - 0,2 % — корінних американців - 1,4 % — осіб інших рас |

До двох чи більше рас належало 6,5 %. Частка іспаномовних становила 5,1 % від усіх жителів.
За віковим діапазоном населення розподілялося таким чином: 14,8 % — особи молодші 18 років, 70,5 % — особи у віці 18—64 років, 14,7 % — особи у віці 65 років та старші. Медіана віку мешканця становила 23,3 року. На 100 осіб жіночої статі у місті припадало 85,1 чоловіків;  на 100 жінок у віці від 18 років та старших — 82,1 чоловіків також старших 18 років.
Середній дохід на одне домашнє господарство  становив 69 004 долари США (медіана — 55 723), а середній дохід на одну сім'ю — 85 480 доларів (медіана — 72 843). Медіана доходів становила 57 128 доларів для чоловіків та 38 209 доларів для жінок. За межею бідності перебувало 21,3 % осіб, у тому числі 24,6 % дітей у віці до 18 років та 6,8 % осіб у віці 65 років та старших.
Цивільне працевлаштоване населення становило 3649 осіб. Основні галузі зайнятості: освіта, охорона здоров'я та соціальна допомога — 56,8 %, мистецтво, розваги та відпочинок — 12,1 %, роздрібна торгівля — 7,0 %, виробництво — 3,6 %.

## Міста-побратими
- Flag of Nigeria.svg|border Ифе, Нігерія[14]
- Flag of Russia.svg|border Суздаль, Росія[14]